# پاول موسلوایت
پاول موسلوایت (انگلیسی: Paul Musselwhite؛ زادهٔ ۲۲ دسامبر ۱۹۶۸) بازیکن فوتبال اهل بریتانیا است.
از باشگاه‌هایی که در آن بازی کرده‌است می‌توان به باشگاه فوتبال کترینگ تاون، باشگاه فوتبال هال سیتی، باشگاه فوتبال پورتسموث، باشگاه فوتبال اسکانتورپ یونایتد، باشگاه فوتبال گیتزهد، باشگاه فوتبال هروگیت تاون، باشگاه فوتبال ایستلی، باشگاه فوتبال یورک سیتی، باشگاه فوتبال شفیلد ونزدی، باشگاه فوتبال لینکولن سیتی، و باشگاه فوتبال پورت ویل اشاره کرد.